# Temistocleia
Temistocleia (em grego clássico: Θεμιστόκλεια Δελφίς; c. 600 a.C.) foi uma filósofa, matemática e alta profetisa de Delfos.
Temistocleia (o nome é muitas vezes soletrado como Themistokleia) foi uma profetisa de Delfos, um dos mais importantes oráculos da Antiguidade grega. De acordo com as fontes sobreviventes, ela é considerada a mestre de Pitágoras, além da possibilidade de ter sido sua irmã.
Depois de Pitágoras ter criado o termo filosofia, que lhe valeu o título de "pai da filosofia", ela tornou-se a primeira mulher na história à qual o termo "filósofa" foi aplicado.
Diógenes Laércio destaca o papel de Temistocleia, em "The Lives and Opinions of Eminent Philosophers" ("A Vida e as Opiniões de Eminentes Filósofos"). Na seção "Vida de Pitágoras" Diógenes Laércio afirma que ela ensinou a Pitágoras as suas doutrinas morais. A informação é originalmente fornecida por Aristóxeno que "afirma que Pitágoras derivou grande parte da doutrina ética de Temistocleia, a profetisa de Delfos".